# Édouard Moradpour
Édouard Moradpour, né le 28 juin 1947 à Téhéran et mort le 24 avril 2022 à Paris, est un écrivain français.

## Biographie
Édouard Moradpour est né à Téhéran en 1947, d’une mère russe ayant immigré après la révolution bolchevique et d'un père iranien.
Il devient publicitaire après l'obtention de son diplôme HEC Paris à Paris en 1971 et intègre un certain nombre d'agences publicitaires (NCK, Eurocom, Leo Burnett, RSCG, Dupuy Compton), avant de fonder sa propre agence indépendante MGTB (Moradpour Guilder Treguer Bely) en 1982.
Fin 1989, après la chute du mur de Berlin, il s’installe en Russie dans l'intention d'y rester un an. Le pays commence alors à s’ouvrir à l’économie de marché et il y passera finalement vingt ans de sa vie. Il sera considéré comme « le père de la publicité », titre décerné en 1997 par le magazine spécialiste de la publicité en Russie Reklama i Jizn (la publicité et la vie). Il fonde à Moscou des filiales russes pour un certain nombre de réseaux d'agences publicitaires internationales, en particulier Leo Burnett Moradpour Moscow (1993) et Euro RSCG Moradpour Moscow(2003).
Il rentre à Paris en 2010, se dédiant à l'écriture. Deux ans plus tard, il publie son premier roman La Compagne de Russie aux Éditions Michalon. Toujours dans la même maison d'édition paraissent Le Mausolée en 2013, puis Nous parlions d'amour de peur de nous parler d'autre chose en 2015. En 2016, le quatrième opus intitulé Les dix plaies de la Russie paraît aux Éditions Fauves. En 2017, il publie Moi Edouard, vieux garçon, maniaque et fier de l'être ! aux Éditions Michalon, et son sixième livre en avril 2018 On ne sait jamais ce que le passé nous réserve aux Éditions Fauves. En 2019, il publie son septième livre Le jour où tout bascule. Patrick Besson, dans sa chronique dans Le Point, écrit : « C'est tendre, net et noir comme une nouvelle de Tchekhov, période Olga Knipper ».
En 2020, son huitième livre, son roman Ma Louise, aux éditions Michel de Maule, entre dans "la sélection du printemps du Renaudot 2020".

## Œuvres publiées
- 2012 - La Compagne de Russie, Éditions Michalon
- 2013 - Le Mausolée, Éditions Michalon
- 2015 - Nous parlions d'amour de peur de nous parler d'autre chose, Éditions Michalon
- 2016 - Les Dix Plaies de la Russie, Éditions Fauves
- 2017 - Moi, Edouard, vieux garçon, maniaque et fier de l'être !, Éditions Michalon
- 2018 - On ne sait jamais ce que le passé nous réserve, Éditions Fauves
- 2019 - Le jour où tout bascule, Éditions Fauves
- 2020 - Ma Louise, Editions Michel de Maule

## Engagements
Édouard Moradpour est membre de l’Association Dignitas à Zurich, membre d'honneur de l'association « Le Choix. Citoyens pour une mort choisie » et adhérent de l’Association pour le droit de mourir dans la dignité (ADMD) à Paris. Un sujet qui ne concerne pas l'auteur directement, mais sur lequel il prend position par ses engagements.
Il est membre de l'Association française de personnes souffrant de troubles obsessionnels compulsifs (AFTOC).